# フォード・エセックスV4エンジン

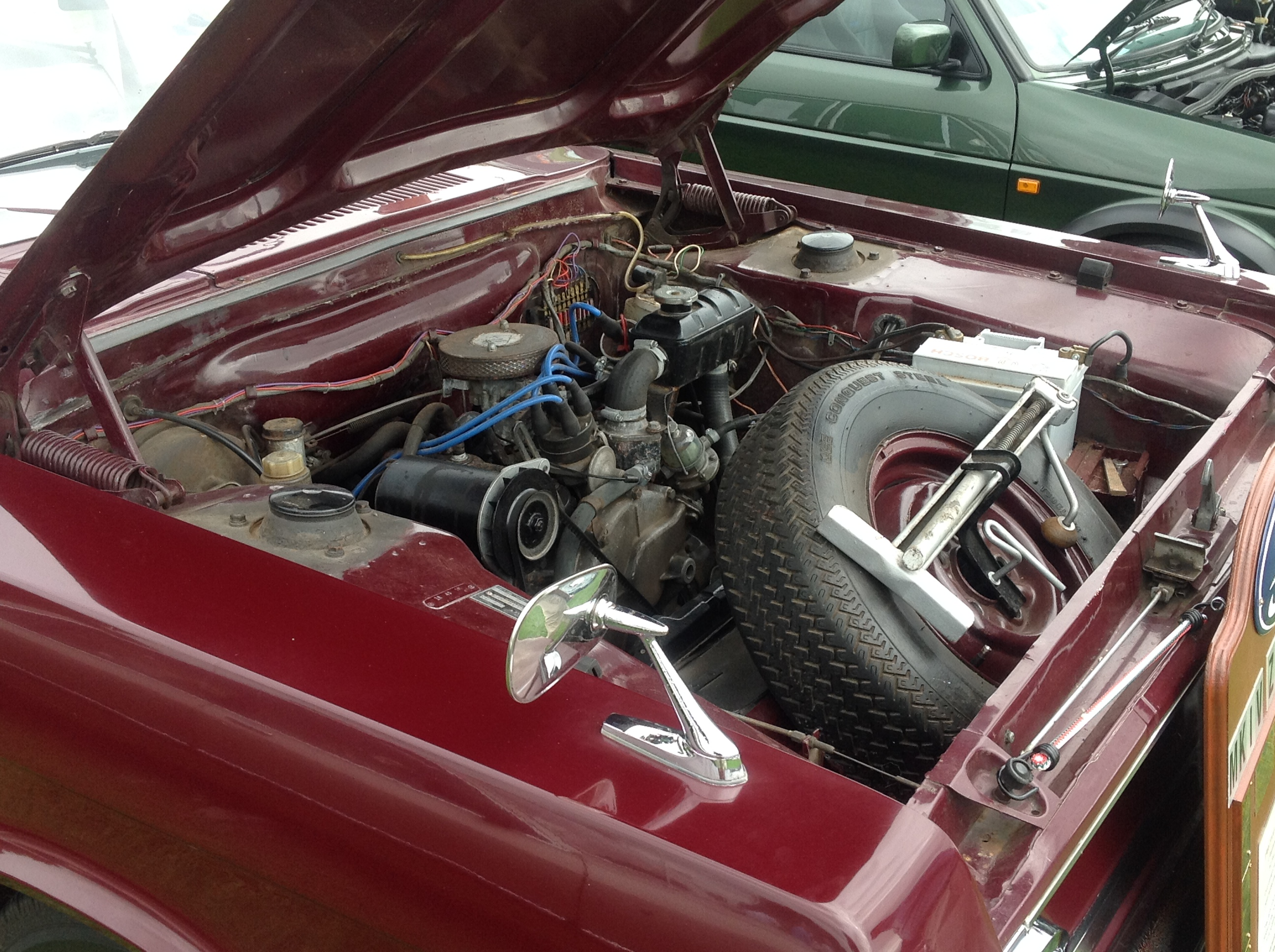

エセックスV4エンジンは、フォードがエセックスの工場で製造したV型4気筒エンジンである。ストロークの違いにより1,633ccと1,996ccの2種類の排気量のエンジンがあった。コルセア等に使用された。